# Liste der Baudenkmale in Divitz-Spoldershagen
In der Liste der Baudenkmale in Divitz-Spoldershagen sind alle Baudenkmale der Gemeinde Divitz-Spoldershagen im Landkreis Vorpommern-Rügen und ihrer Ortsteile aufgelistet. Grundlage ist die Veröffentlichung der Denkmalliste des Landkreises Vorpommern-Rügen, Auszug aus der Kreisdenkmalliste vom Juli 2012.

## Divitz-Spoldershagen

### Divitz
| ID            | Lage                  | Bezeichnung | Beschreibung | Bild |
| ------------- | --------------------- | --- | ------------ | --- |
| 282C Wikidata | Parkstraße 12         | Gutsanlage (Park) |              | |
| 282A Wikidata | Parkstraße 19 (Karte) | Gutsanlage/Gesamtanlage der ehem. Wasserburg (Burginsel und Burggraben, Herrenhaus, Tor, 2 Nebengebäude, Pflasterung, ehem. Lust- und Küchengarten und Park) |              | Gutsanlage/Gesamtanlage der ehem. Wasserburg (Burginsel und Burggraben, Herrenhaus, Tor, 2 Nebengebäude, Pflasterung, ehem. Lust- und Küchengarten und Park) |
| 282B Wikidata | Parkstraße 19         | Gutsanlage (Graben) |              | |

### Martenshagen
| ID            | Lage                | Bezeichnung                     | Beschreibung | Bild |
| ------------- | ------------------- | ------------------------------- | ------------ | ---- |
| 598B Wikidata | Hofstraße 10        | Gutsanlage (Wirtschaftsgebäude) |              |      |
| 598A Wikidata | Hofstraße 6 (Karte) | Gutsanlage (Gutshaus)           |              |      |

## Quelle
- Denkmalliste des Landkreises Vorpommern-Rügen